# Gulden Draak
Gulden Draak (en néerlandais, « Dragon doré ») est une bière noire belge de fermentation haute (10,5%) brassée par Brouwerij Van Steenberge à Ertvelde, près de Gand, dans la province de Flandre Orientale. En 1998, l'American Tasting Institute a décerné à la Gulden Draak le titre de « meilleure bière du monde ». Développant des arômes de cerise acide, de cassonade, de café et de caramel, c'est une bière de type triple; elle produit un col de mousse particulièrement riche, et la brasserie a confectionné un verre spécial pour mettre en valeur ce dernier.

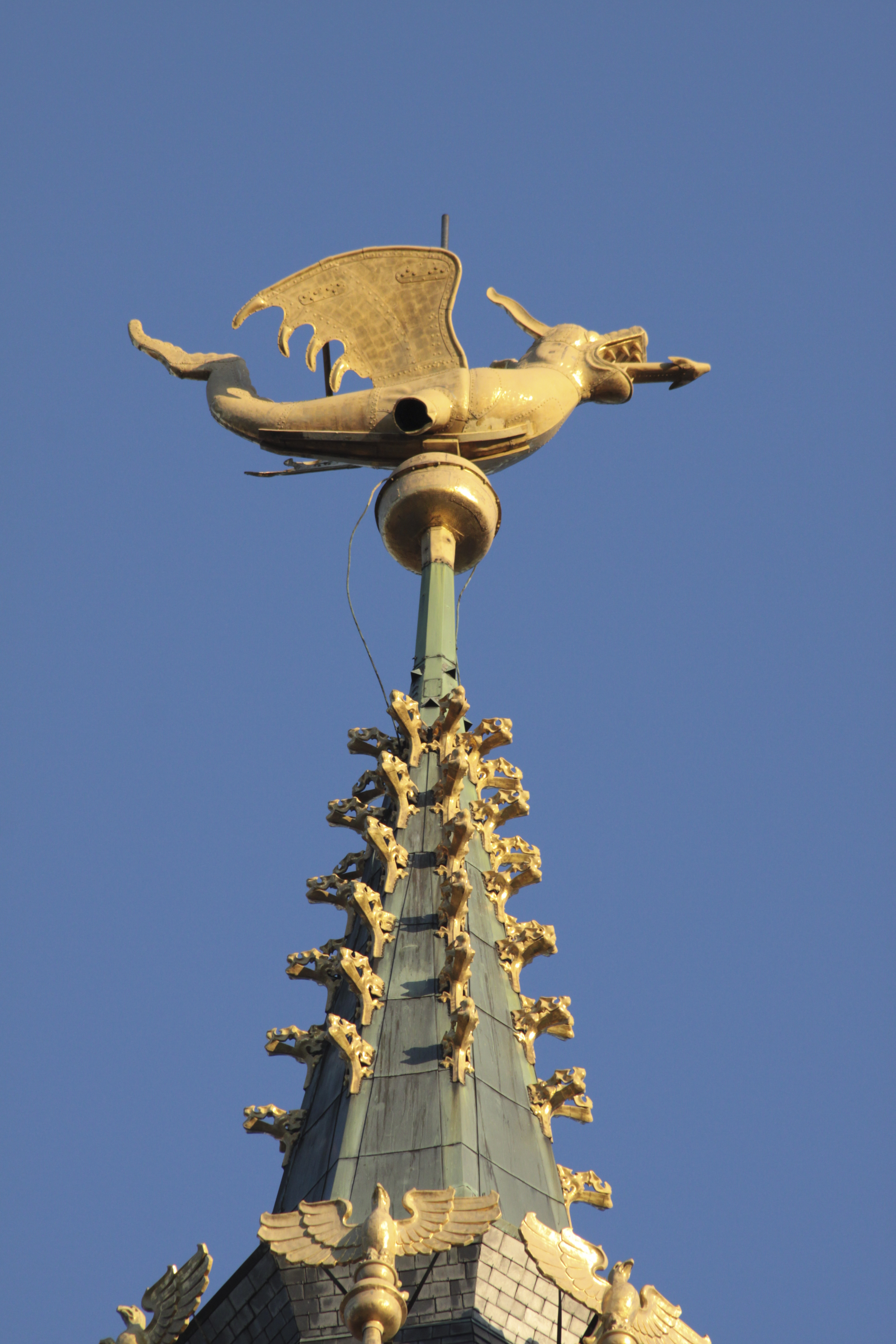
Le dragon doré au sommet du beffroi de Gand.

Créée en 1986, cette bière d'orge maltée se conserve au moins deux ans et a une seconde fermentation en bouteille ou en fût. Une version de Noël (7,5%) portant le nom de Gulden Draak Vintage a été produite pendant la période 2005-2013. Depuis 2011, une nouvelle version, baptisée Gulden Draak 9000 Quadruple (9000 correspond au code postal de Gand) a été mise sur le marché. Après quelques années en édition limitée à partir de 2014, le Gulden Draak Brewmaster a également été ajouté à la gamme. La Gulden Draak Imperial Stout a suivi en 2018. En novembre 2020, la gamme s'est élargie avec le Gulden Draak Smoked.
Le brasseur lui-même décrit le produit comme « la bière de fête par excellence », mais elle peut également être dégustée comme bière de dessert. La différence se situe au niveau de la température de service : 5 °C ou 12–15 °C.
La bière porte le nom du dragon doré situé au sommet du beffroi de Gand.